# Bank of America
Bank of America is de grootste commerciële bank in de Verenigde Staten met betrekking tot vermogen. Het staat op de achtste plaats van grootste onderneming in de wereld volgens de Forbes Global 2000 uit 2020. Bank of America is het grootste Amerikaanse bedrijf dat niet deel uitmaakt van de Dow Jones Industrial Average.

## Geschiedenis

### LaSalle
Op 23 april 2007 maakte de Bank of America bekend dat LaSalle Bank overgenomen werd van ABN AMRO voor US$ 21 miljard. Sinds 1 oktober 2007 draagt LaSalle de naam van Bank of America.

### Kredietcrisis
Door de kredietcrisis verkeerden verschillende banken in financiële problemen. Bank of America leek in september 2008 op koopjacht te zijn en werd genoemd bij verschillende mogelijke overnames.
Lehman Brothers meldde op 13 september 2008 dat het bedrijf in gesprek was met Bank of America en Barclays voor de mogelijke verkoop van het bedrijf aangezien het bedrijf met rasse schreden een faillissement naderde. De New York Times meldde op 14 september 2008 dat Barclays haar bod om Lehman of delen ervan te kopen niet langer gestand deed. Leiders van de grote banken op Wall Street vergaderden tot laat die dag om de snelle instorting van Lehman te voorkomen. Bank of America's betrokkenheid bleek ook beëindigd toen de autoriteiten niet mee wilden werken bij de verkoop van Lehman.
Bank of America maakte op 14 september 2008 bekend dat het in gesprek was over de aankoop van Merrill Lynch voor een bedrag van US$ 38,25 miljard in aandelen. De Wall Street Journal meldde later die dag dat Merrill Lynch was verkocht aan Bank of America voor ongeveer US$ 44 miljard of ongeveer US$ 29 per aandeel.

### Countrywide
Na de overname van Countrywide Financial op 23 augustus 2007 maakte Bank of America in 2011 nog steeds geen winst. Countrywide Financial was de grootste private hypotheekhouder in het land ten tijde van de overname. Bank of America heeft al miljarden dollars af moeten schrijven op oninbare Countrywide Financial hypotheken. Daarnaast heeft de bank voor miljarden dollars moeten schikken met andere banken en investeerders omdat Countrywide Financial hypotheken niet voldeed aan documentaire vereisten waarmee kon worden aangetoond dat Bank of America de rechtmatige hypotheekhouder is. Door de kredietcrisis en nog steeds dalende huizenprijzen in de Verenigde Staten wordt door hypotheeknemers ook niet meer aan betalingsverplichtingen voldaan waardoor de Bank of America Home Loans divisie (de nieuwe naam voor Countrywide Financial en Bank of America hypotheken) regelmatig liquiditeitsproblemen ontwikkelt.

## Boetes wegens rommelhypotheken
Op 30 juli 2014 kreeg Bank of America een boete van US$ 1300 miljoen wegens het doorverkopen van Amerikaanse rommelhypotheken aan Freddie Mac en Fannie Mae. In mei 2016 heeft een rechtbank in hoger beroep een streep gehaald door deze boete. De rechters achten de schuld van de bank onvoldoende bewezen. Bank of America dochter Countrywide Financial kan hooguit worden verweten dat het financiële producten heeft verkocht die minder solide waren, maar hierbij was geen sprake van kwade opzet.
De Amerikaanse toezichthouder op de huizenmarkt (FHFA) legde een boete op van US$ 9,5 miljard en het Openbaar Ministerie verhoogde de eerder aangekondigde boete naar een regeling van US$ 13 miljard in maart 2014. Uiteindelijk werd de schikking bepaald op US$ 16,7 miljard.